# Bremshebel

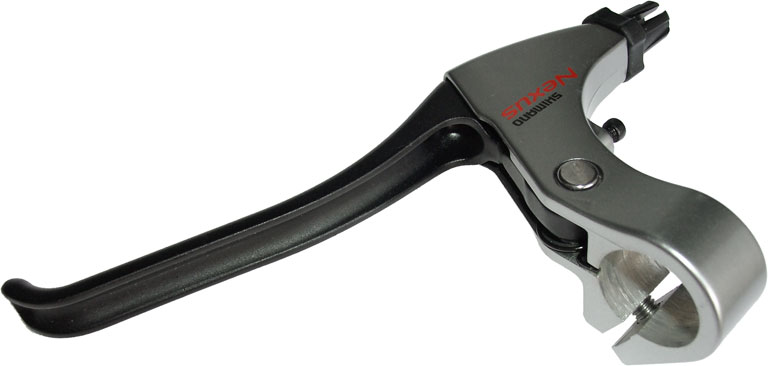
Mechanischer Handbremshebel

Ein Bremshebel ist eine manuell betätigte Vorrichtung zum Auslösen der Bremsen an Fahrzeugen, bei der die einleitende Kraft durch einen Hebel verstärkt wird.
Man unterscheidet Fußbremshebel, auch Pedal genannt, und Handbremshebel. Handbremshebel finden sich als Betriebsbremse bei Zweirädern am Lenker, als Feststellbremse bei allen Fahrzeugen rechts oder auch links vom Fahrersitz oder Bedienpult, bei gebremsten Anhängern an der Zugdeichsel.
Die Kraftübertragung erfolgt dabei mechanisch oder hydraulisch.
- Bei der mechanischen Übertragung wird ein Drahtseil im Bowdenzug gezogen und die Zugkraft zur Bremse übertragen.
- Bei hydraulischen Bremsen befindet sich ein Bremszylinder am Bremshebel. Wird der Bremshebel betätigt, baut der Geberzylinder Druck auf, der über Hydraulikleitungen an den oder die Nehmerzylinder weitergegeben wird.

Fahrradbremshebel sind in unterschiedlichen Versionen auf dem Markt. Querzugbremsen (V-Brake) bedingen Bremshebel mit kurzem Griff. Hochwertige Ausführungen von Bremshebeln sind in der Lage, die auftretende Bremskraft zu begrenzen. Bremshebel werden auch mit integriertem Schalthebel als sogenannte Brems-Schalthebel angeboten.
Bei Schienenfahrzeugen diente der Bremshebel zunächst zur reinen Muskelkraft-Übertragung auf die Bremsklötze. Mit höheren Maschinenleistungen wurden zur Kraftübertragung Druckluftbremsen und hydraulische Systeme verwendet, für die der Hand-Bremshebel lediglich als Steuerinstrument verwendet wurde.